# 十日町市立十日町中学校
十日町市立十日町中学校（とおかまちしりつ とおかまちちゅうがっこう）は、新潟県十日町市に所在する市立中学校である。愛称は「十中」（じっちゅう）。

## 概要
1947年に開校。全校生徒数259名（1年88名・2年89名・3年82名、2008年度）。

## 沿革
- 1947年5月 - 十日町立十日町中学校として開校。
- 1954年3月31日 - 市制施行に伴い現校名に改称。

## 通学区域
#外部リンクを参照。

### 進学前小学校
- 十日町市立十日町小学校
- 十日町市立東小学校の一部学区

## アクセス
- 北越急行（ほくほく線）しんざ駅より北東へ約550m[1]（徒歩：約7分[1]）

## 著名な出身者
- 関口芳史 - 十日町市長